# Roppolo
Roppolo (Ròpo in piemontese) è un comune italiano di 808 abitanti della provincia di Biella in Piemonte. È il comune più orientale del Canavese.

## Geografia fisica

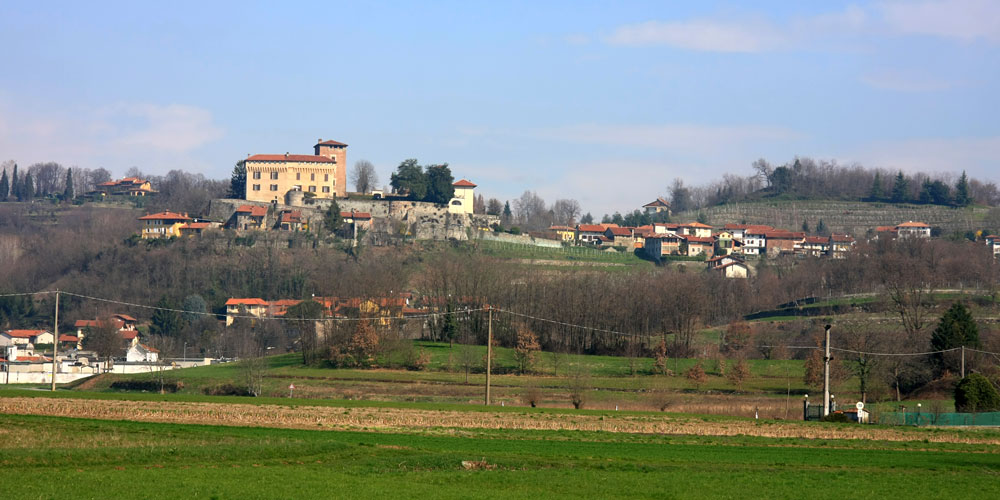
Veduta di Roppolo con il castello

Così come il vicino Viverone, anche Roppolo è posizionato tra le estreme propaggini orientali collinari della Serra Morenica di Ivrea, che origina dal Canavese, e i territori del biellese meridionale, i terreni più pianeggianti della vicina Cavaglià e quelli boschivi di Alice Castello. Il territorio comunale è tagliato in due, da est a ovest, dal centro storico e dalla ex strada statale 228 del Lago di Viverone.
La parte meridionale comprende le zone semi-collinari di frazione Babò, fino alle sole rive (non lo specchio d'acqua) del Lago di Viverone, attraverso le frazioni Comuna di Roppolo e di Morzano; questa parte si estende sia a ovest, confinando con Viverone, sia ad est, verso Cavaglià, attraverso frazione Pioglio, fino all'autodromo dei go-kart (già sotto Cavaglià).
La parte settentrionale invece, comprende le ultime zone collinari della Serra d'Ivrea biellese, col Castello che fu dei conti Bicchieri, più altre aree boschive più impervie: frazioni San Vitale, Peverano e il Monte Orsetto ai confini con il Lago di Bertignano, quindi Borgata Salomone e il laghetto Bosi, che segna il confine con Dorzano.

## Storia

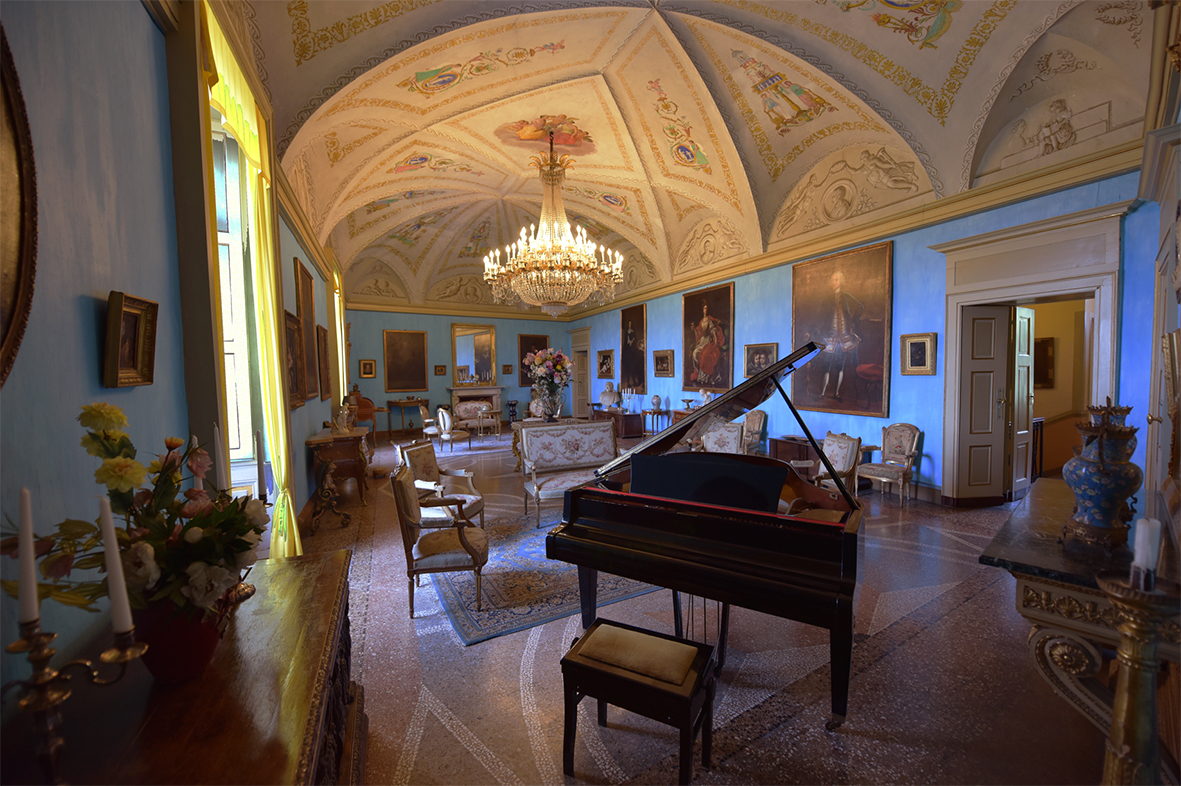
Salotto castello di Roppolo

I primi insediamenti tra il biellese e la Pianura Padana furono le tribù celto-liguri victimule (tuttavia maggiormente insediate nei vicini Dorzano e frazione San Secondo di Salussola), scalzate poi dalle espansioni romane in Piemonte del III secolo d.C., dove gli eserciti utilizzarono la cima della collina come roccaforte e avamposto militare. Nei secoli a venire, l'antica fortificazione fu usata come basamento architettonico di quello che è l'attuale castello, visibile sulla collina.

### Origini del nome
Il toponimo Roppolo trae origine da tre ipotesi: dal latino ara Apollinis (cioè "altare di Apollo", la cui venerazione romana fu ereditata dai greci), oppure dal prediale germanico Ropolo, Roptulo, attestato dall'anno 943, mentre una terza ipotesi arriverebbe dal piemontese rocol, e cioè "rocca", "arroccamento".
Di un insediamento d'origine romana a cavallo tra il IV e V secolo abbiamo poi pochi resti in località Pioglio, ai confini di Cavaglià, dove fu rinvenuto un castrum, chiamato Castronovo, presso la collinetta di San Giacomo.
Il nome Roptul fu attestato per la prima volta nel 936, su una delega dell'imperatore germanico Ottone I di Sassonia sul vercellese, e consegnato ai nobili del territorio, tali conti Aymone (o Aimone) di Cavaglià, durante le investiture anscariche sulla marca d'Ivrea. Qualche decennio più tardi, fu anche citato come tappa dell'itinerario di pellegrinaggio della Via Francigena. Sappiamo che dal X secolo l'intera zona fu ampiamente cristianizzata, grazie a dei documenti lasciati da Frate Lebole, monaco storico viveronese del XIX secolo. Furono erette delle pieve, come la pieve di San Pietro, oggi sotto il territorio della vicina Cavaglià, oppure la pieve di San Secondo (XIII secolo), sotto la vicina Salussola.

### Il castello
Costituiti i feudi sul finire del X secolo, gli Aymone cedettero il territorio alle contee longobarde del Comitato di Lomello, sempre del ramo nobile anscarico sotto protezione di Ottone III di Sassonia. Nel 1225, questi li ricedettero a loro volta ai conti Bichieri di Vercelli, i quali si preoccuparono di riedificare l'ormai fatiscente fortificazione collinare romana in un castello medievale, cioè nella sua attuale forma. I Bichieri del XIII secolo diedero splendore al paese. Per essi, fu anche costruita una casa monacale, la Santa Margherita, che servì anche da lazzaretto durante la peste. Lì, sorgerà l'attuale villa dei Rampone (XIV secolo) che si affaccia sulla piazza omonima, e dove ancor oggi si può ancora vedere la chiesetta dedicata alla beata monaca domenicana Emilia Bichieri da Vercelli (1238-1314).

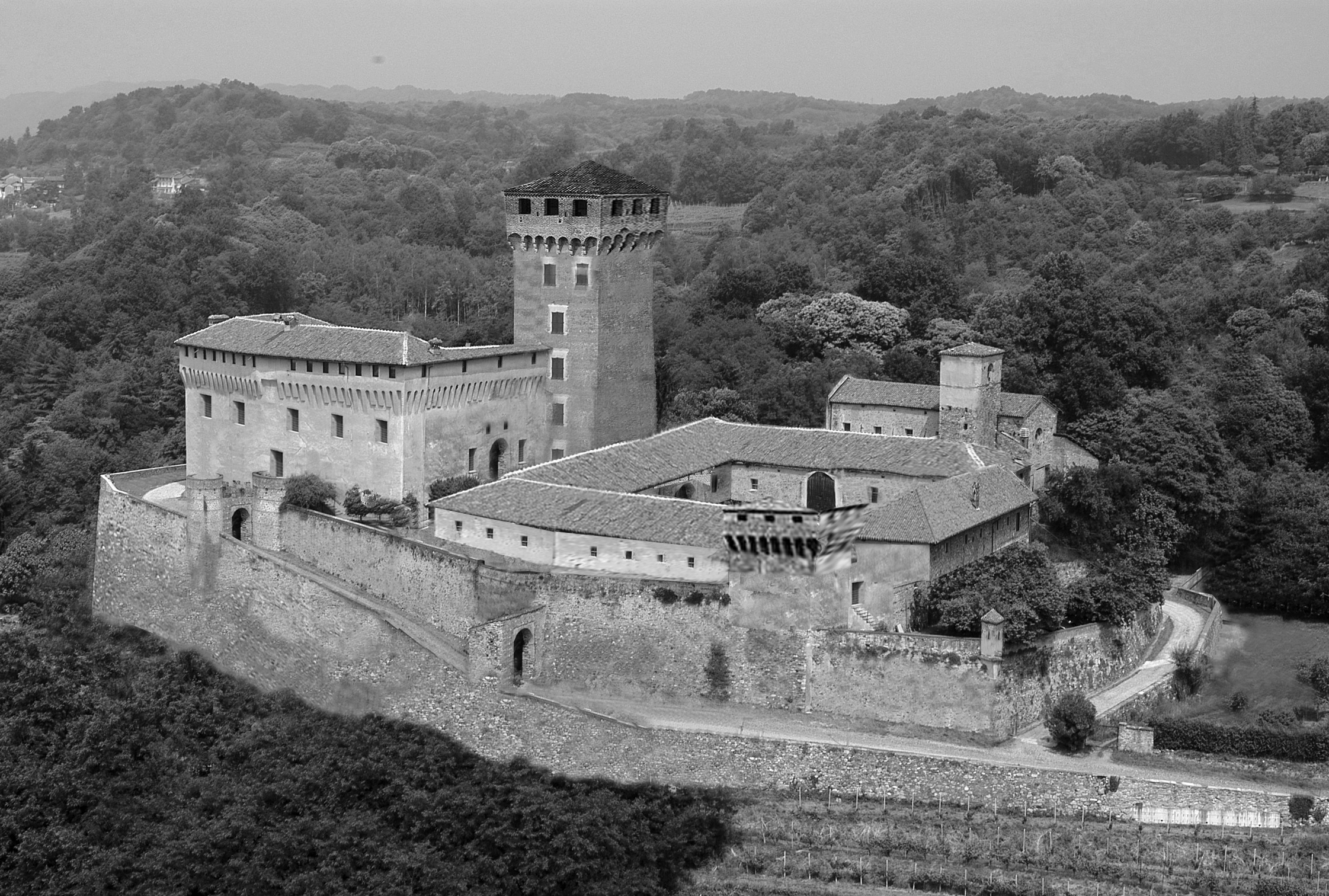
Ricostruzione del castello di Roppolo nel '600

Borgo e castello passarono poi in mano ai longobardi Visconti nel 1315, che iniziarono a usarlo come alloggiamento signorile. Come per la vicina Viverone e altri borghi vercellesi, il territorio roppolese fu barbaramente conquistato dal mercenario Facino Cane, al soldo del Marchesato del Monferrato. Ripresi però i territori dai Savoia nel 1427, Roppolo passò sotto la signoria dei piemontesi Valperga nel 1441.

#### Il murato vivo
Castello e borgo ritorneranno di proprietà sabauda attraverso il conte Giano del Genevese (figlio di Amedeo IX), a causa di una storia singolare legata al castello, e cioè quella del murato vivo. Durante i restauri nel XX secolo furono ritrovati, dietro un muro, i resti di uomo intero, all'interno di un'armatura. Le ossa furono attribuite a tal cavalier Bernardo di Mazzè: leggenda e storia si intrecciano. Da alcuni documenti rinvenuti, pare che questi, in conseguenza di una disputa, fosse stato posto in un'armatura e murato, ancora vivo, dal rivale Ludovico Valperga di Masino, nel 1459. Intervenne il conte Giano, che condannò la famiglia Valperga di Caluso-Masino a restituire il castello ai Savoia. I Valperga ignorarono la confisca, e la causa durò dei decenni. Si dovette attendere il 1630, quando i Valperga si estinsero, per riprendere pienamente il possesso sia del castello che del borgo roppolese.
Nel XVI secolo poi, i Savoia fecero costruire una chiesetta con facciata prospiciente al piccolo piazzale dell'ingresso pedonale del castello stesso, conosciuta come la "Chiesetta del Castello", ma ufficialmente dedicata a San Michele Arcangelo, eretta sui resti di una più antica chiesa romanica del XII secolo, quest'ultima ancor visibile dal versante orientale, e nella quale è conservata un'icona lignea di Gaspare Serra (1738).

### Altre chiesette vicine al castello
Sempre nel XVI secolo, non lontano dal castello, fu eretta, sempre in stile barocco su dei resti di una precedente romanica, la piccola chiesa dedicata a San Rocco, protettore dalla peste in Piemonte nel 1630. Alla chiesetta, in via Dell'Ara angolo via Petiva, verso Borgata Salomone, fu annessa successivamente la "Cascina Petiva" e, poco più in là, la residenza delle "Figlie di Maria Ausiliatrice".
È da citare anche la chiesetta campestre di san Vitale, in frazione omonima, adiacente ai boschi del vicino Lago di Bertignano, presso Viverone; nei secoli passati, i soldati vercellesi usavano votarsi al santo con una lunga processione, che partiva addirittura da San Germano Vercellese (VC).

### Il castello nei secoli successivi

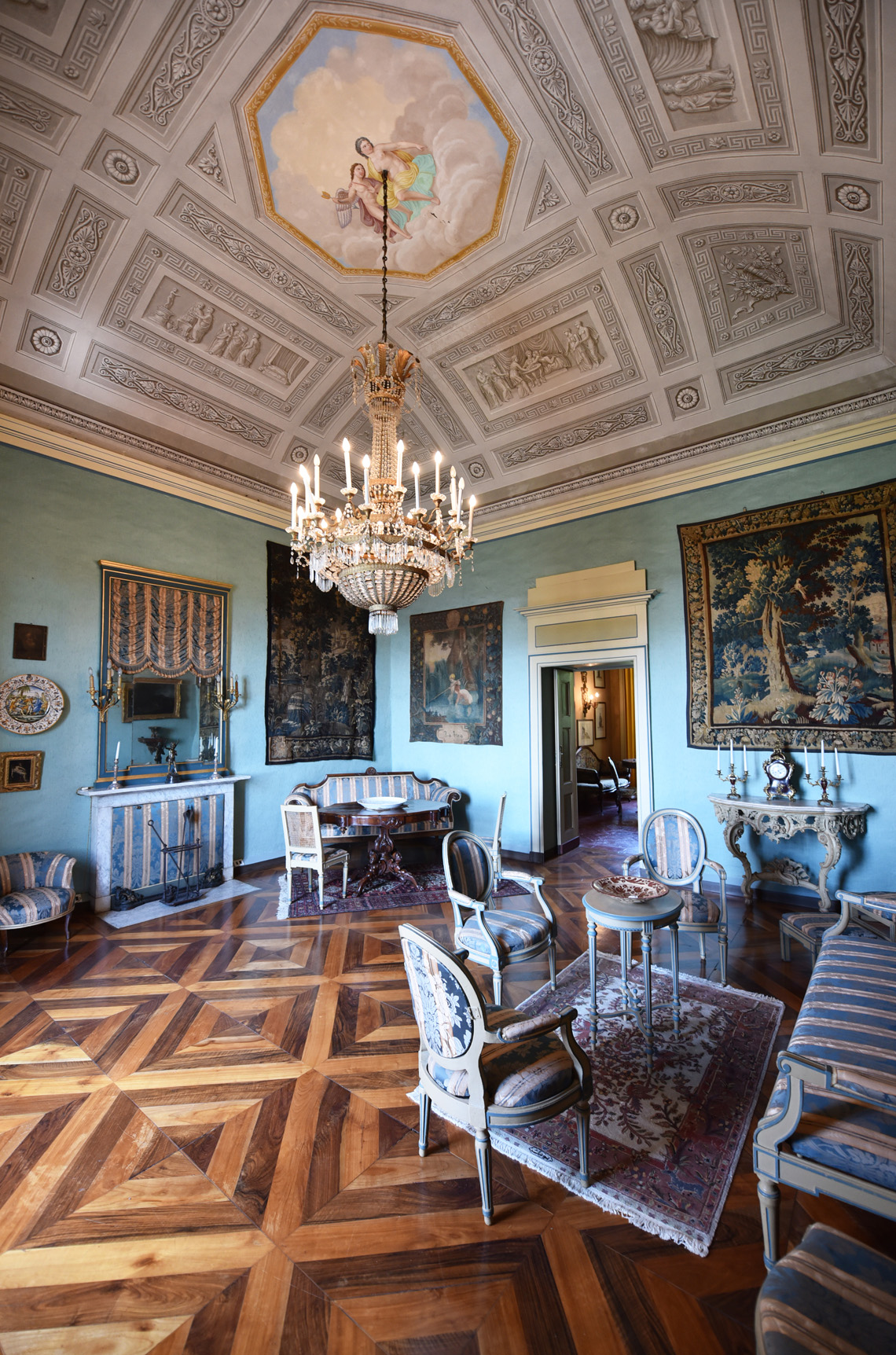
Salotto delle tappeti

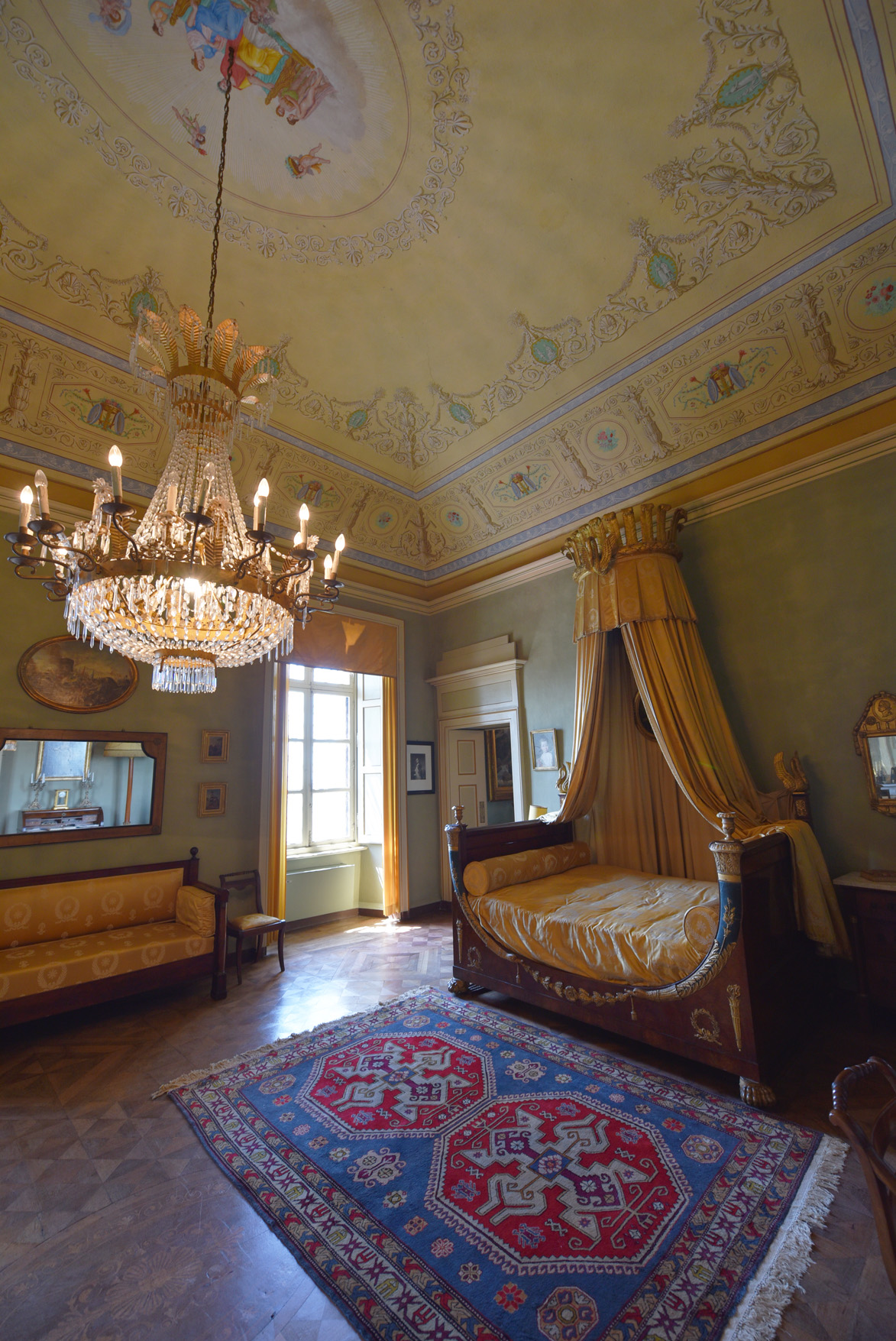
Camera da letto n 13

Nel 1632 il castello divenne presidio di Tomaso di Savoia contro le invasioni francesi. Ma, quando questi ultimi si allearono coi gli stessi sabaudi nel 1640, Roppolo fu ceduta ai marchesi Guido Villa di Cigliano e Giandomenico Doria di Ciriè. Tuttavia, nel 1730, alcuni discendenti dei Valperga riemersi dalla storia, pretesero - e ottennero - nuovamente la proprietà di borgo e castello.
Per problemi economici però, nel 1837 questi rivendettero il castello a Ignazio Anselmi, un ricco possidente livornese che si preoccupò della restaurazione del castello come sua residenza di vacanza. Questi, a sua volta, durante il periodo del Risorgimento, cedette tutto al senatore generale Gustavo Mazè de la Roche.
Roppolo, la cui economia era basata soprattutto su enologia e agricoltura, nella seconda metà del XX secolo istituì quindi il castello come sede museale di tali settori. Il castello è oggi appartenente alla famiglia dei Saletta.

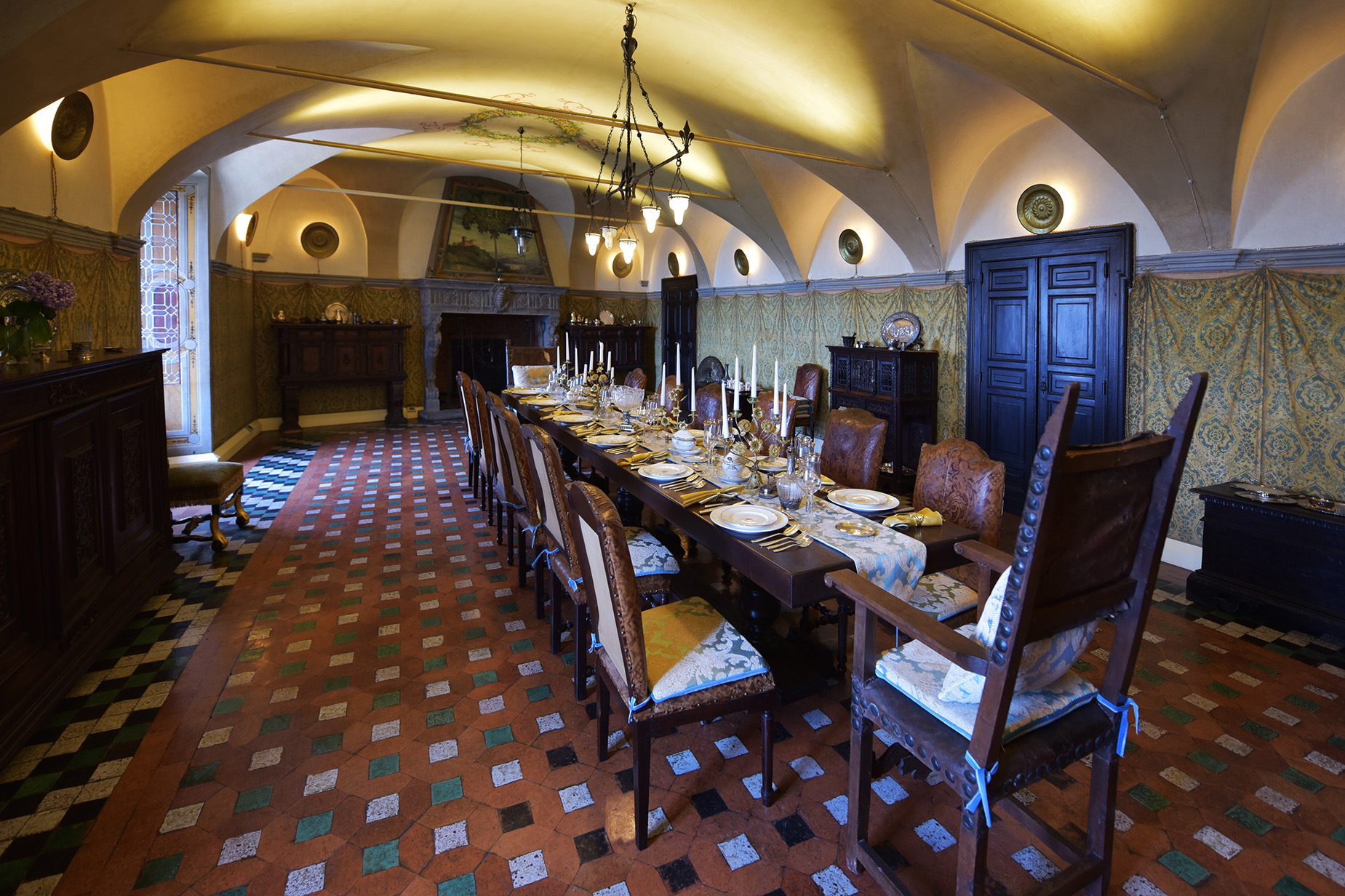
Castello di Roppolo Sala pranzo

### Via Francigena
Il territorio ed il concentrico di Roppolo si trovano sul tracciato storico della Via Francigena, nella variante Canavesana, proveniente da Viverone e dirigentesi successivamente verso Cavaglià e Santhià.

### Cammino di Oropa
Roppolo fa parte della prima tappa del percorso relativo al Cammino di Oropa.
Il percorso consente di visitare il borgo passando anche sulla collina morenica della Serra nel caso di voglia visitare esternamente il maestoso Castello di Roppolo.
Il tracciato è diviso in quattro tappe, tre per i camminatori mediamente allenati, parte da Santhià e arriva fino al Santuario di Oropa.
Il cammino attraversa aree paesaggisticamente e naturalisticamente stupende che cambiano velocemente d'aspetto permettendo un assaggio di  diverse tipicità del territorio piemontese.

### Fondazione Bricherasio
Nell’anno 1908 in Morzano di Roppolo, su terreni appartenenti a una propria pertinenza, Eleonora dei marchesi Massel di Caresana fondò – in memoria del nipote Emanuele Cacherano di Bricherasio – una struttura destinata a «Scuola ed Asilo», indirizzata ad «alunne ed alunni senza distinzione di provenienza». L’istituto venne eretto in ente morale, con amministrazione autonoma, in data 22 gennaio 1914, su istanza della contessa Sofia Cacherano di Bricherasio, nipote della fondatrice e sorella di Emanuele, deputata referente per «lo scopo e gli intendimenti dell’Opera».

### Simboli
Lo stemma e il gonfalone sono stati concessi con decreto del presidente della Repubblica del 5 aprile 1985.
Il gonfalone è un drappo partito di giallo e di azzurro.

## Monumenti e luoghi d'interesse

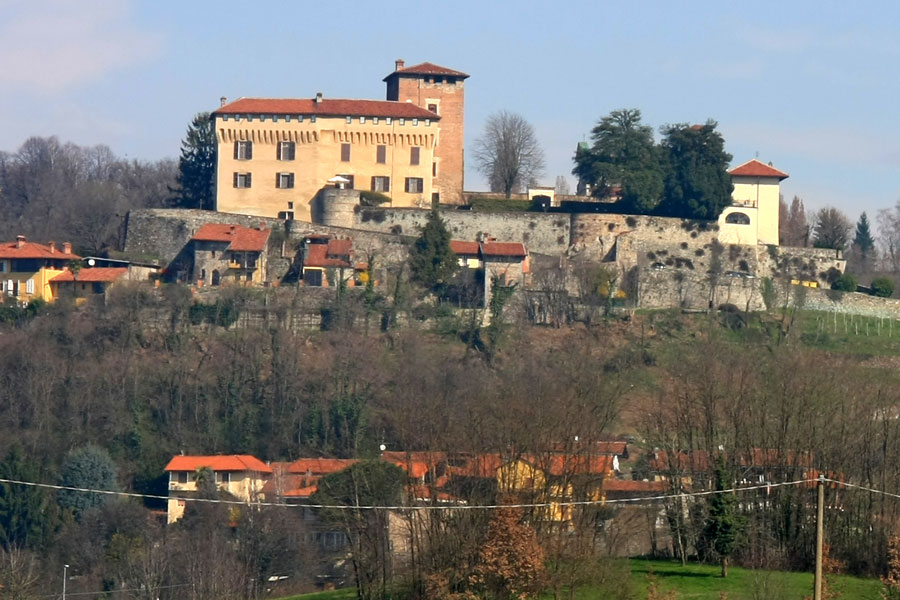
Il castello

Il monumento più significativo di Roppolo è, ovviamente, il castello, nato principalmente ai tempi dei conti Bichieri del XIV secolo, appartiene ora alla famiglia Saletta.
Da citare è anche la chiesetta dedicata alla Beata Vergine del Rosario, presso piazza Municipio (zona detta anche Roppolo Piano). Fu attestata nel 1190 ed annessa ai clerici Cisterna, insieme alla chiesa S. Maria della Cura del vicino cimitero di Viverone; si rese poi autonoma nel 1788 e quindi restaurata. Dello stesso stile è il vicino campanile, rifatto interamente tra il 1830 e il 1850.

## Società

### Evoluzione demografica
Abitanti censiti

## Cultura
Usi, costumi e prodotti enogastronomici del paese sono misti tra le culture della Provincia di Vercelli e della Provincia di Biella; vigneti autoctoni di vini bianchi (come ad esempio l'Erbaluce, il cui vitigno canavesano raggiunge qui il confine orientale), oppure di vini rossi, come il Torrecupa, con innesti di Nebbiolo e Barbera, sono di una produzione autoctona pressoché limitata. La viticoltura ha lasciato spazio alle più recenti piantagioni di kiwi di qualità.

### Manifestazioni
- Festa patronale B. Maria V. del Rosario, prima domenica di ottobre
- Corsa delle botti, prima domenica di settembre, recentemente soppressa

## Infrastrutture e trasporti
Tra il 1882 e il 1933 il comune fu servito dalla tranvia Ivrea-Santhià.

## Amministrazione

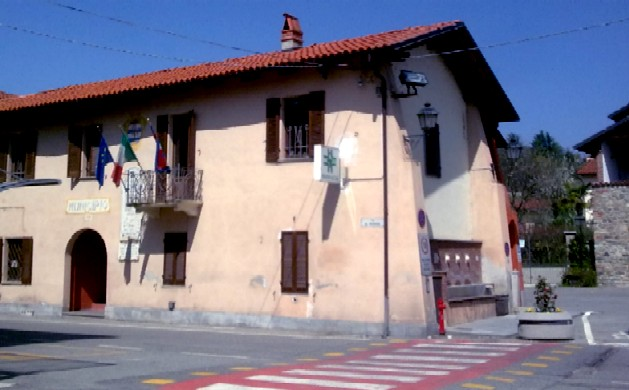
Il municipio

Di seguito è presentata una tabella relativa alle amministrazioni che si sono succedute in questo comune.
| Periodo        | Periodo        | Primo cittadino        | Partito                         | Carica  | Note   |
| -------------- | -------------- | ---------------------- | ------------------------------- | ------- | ------ |
| 24 aprile 1995 | 14 giugno 1999 | Simonetta Converso     | lista civica                    | Sindaco | [ 15 ] |
| 14 giugno 1999 | 14 giugno 2004 | Sergio Antonio Sarasso | lista civica                    | Sindaco | [ 15 ] |
| 14 giugno 2004 | 15 aprile 2009 | Sergio Antonio Sarasso | lista civica                    | Sindaco | [ 15 ] |
| 8 giugno 2009  | 26 maggio 2014 | Giorgio Boltri         | lista civica                    | Sindaco | [ 15 ] |
| 26 maggio 2014 | in carica      | Giorgio Boltri         | lista civica Uniti per crescere | Sindaco | [ 15 ] |

## Galleria d'immagini

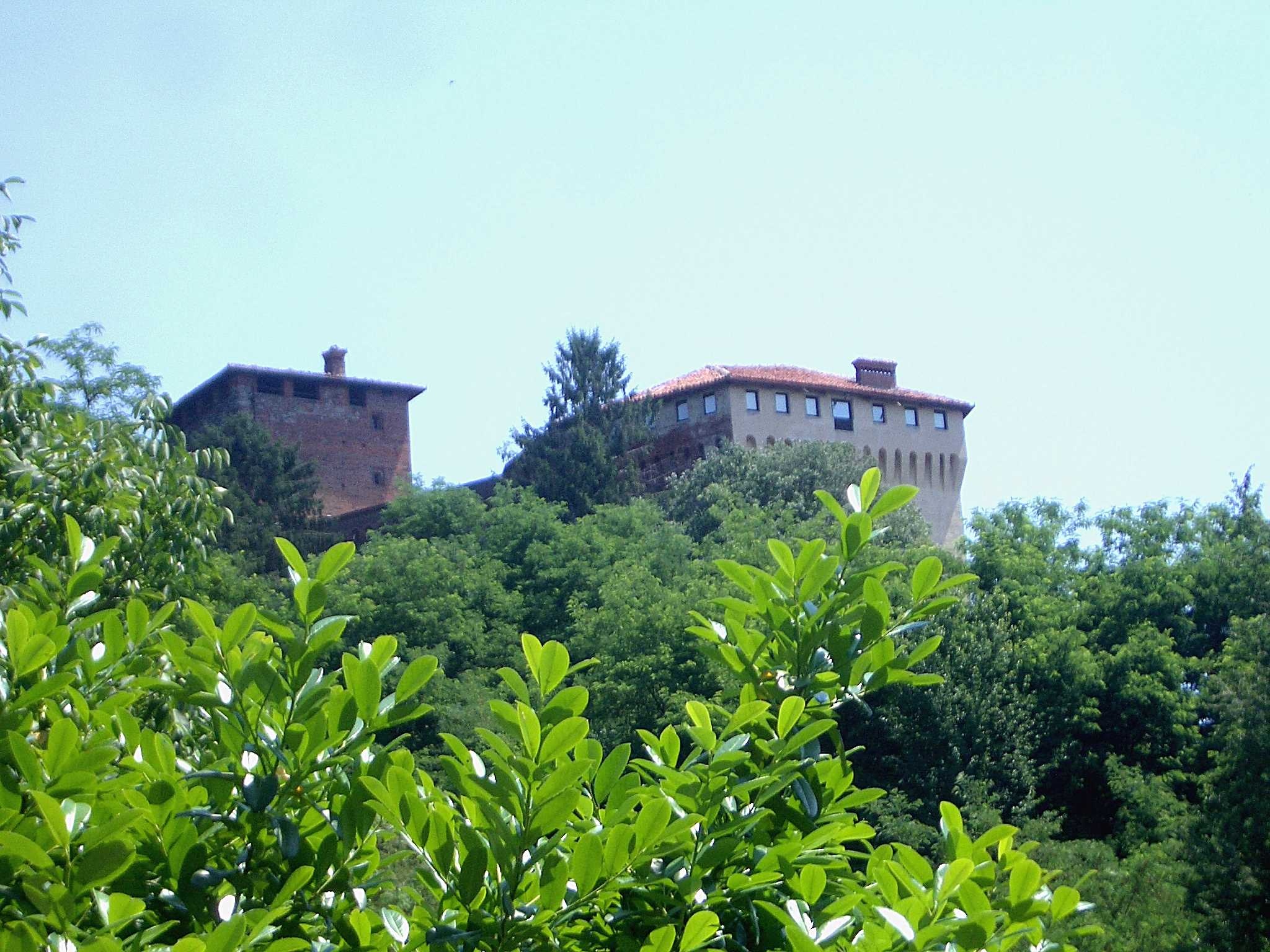
Veduta del Castello di Roppolo dalla collina
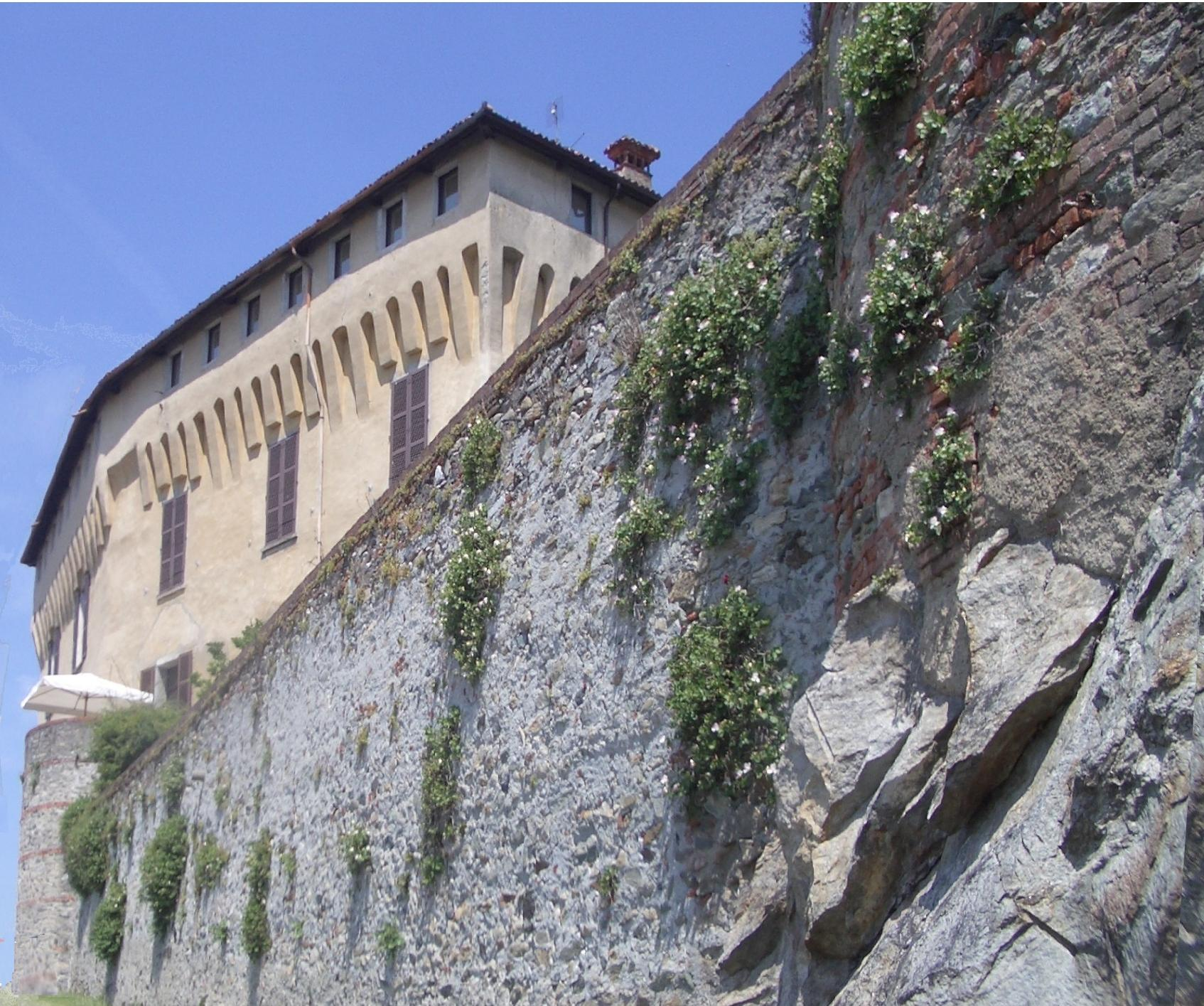
Veduta del Castello di Roppolo in prospettiva dal basso
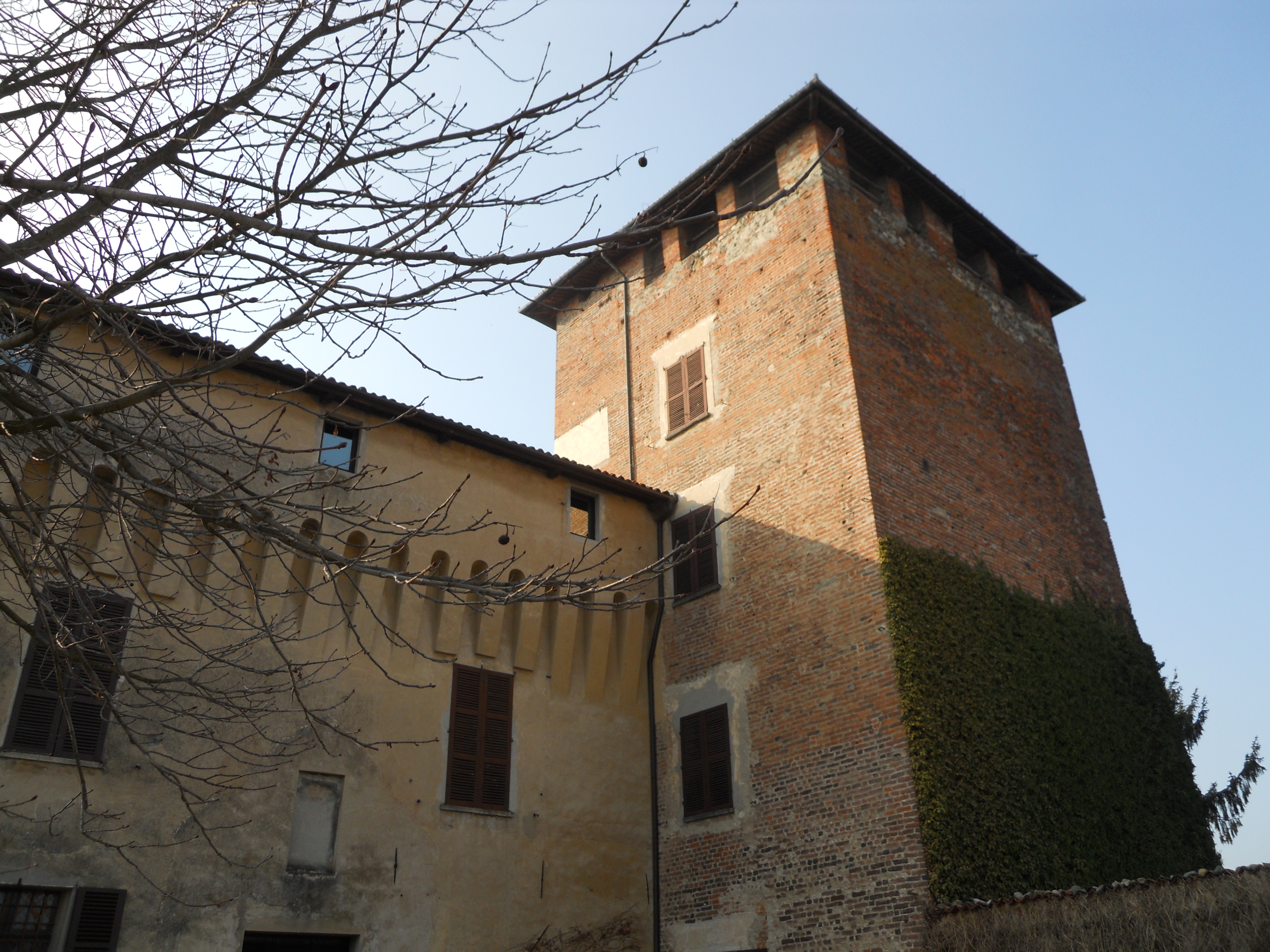
Particolare della torre del Castello di Roppolo, vista dal cortile interno
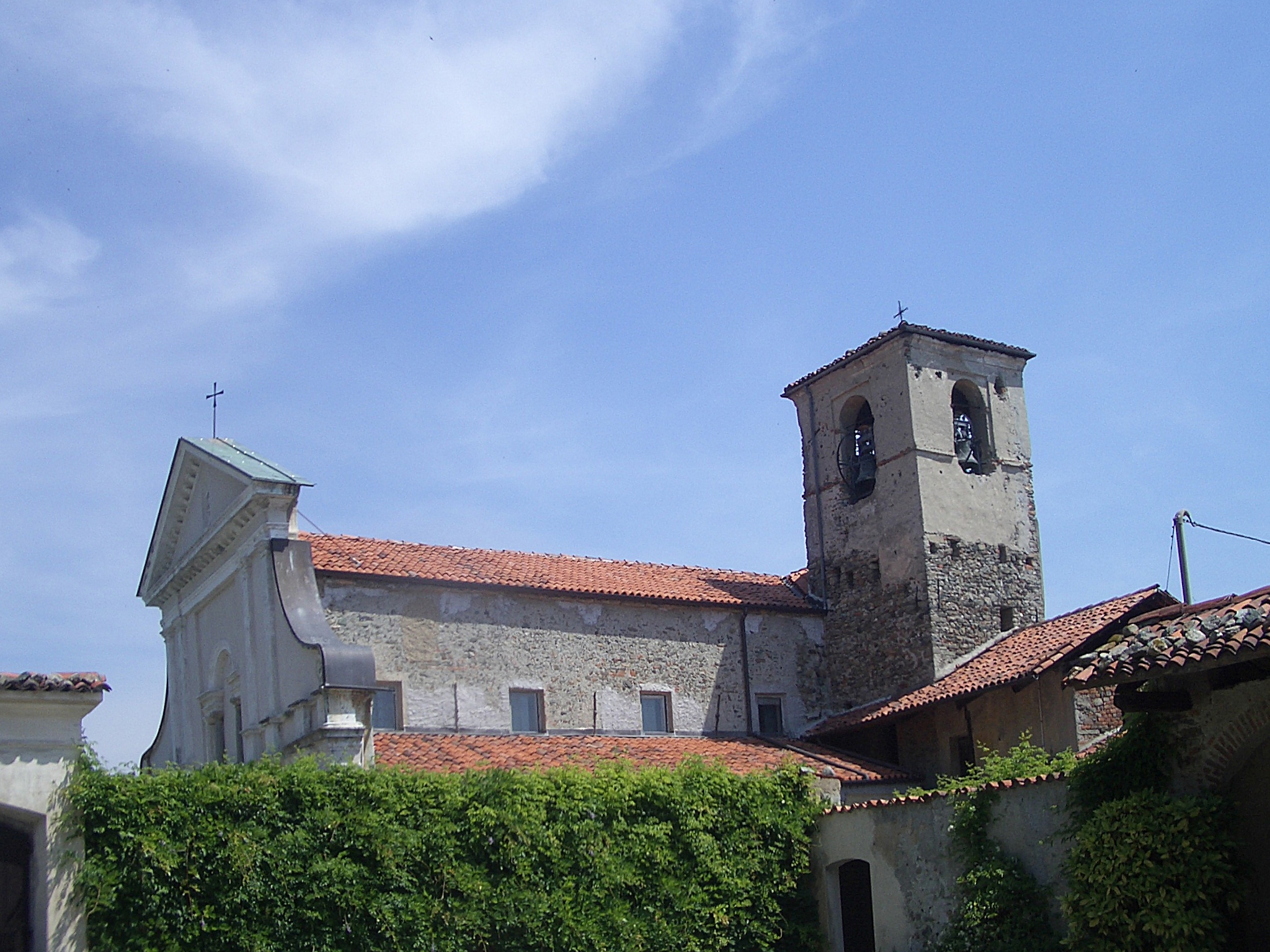
Chiesa di San Michele, adiacente al Castello
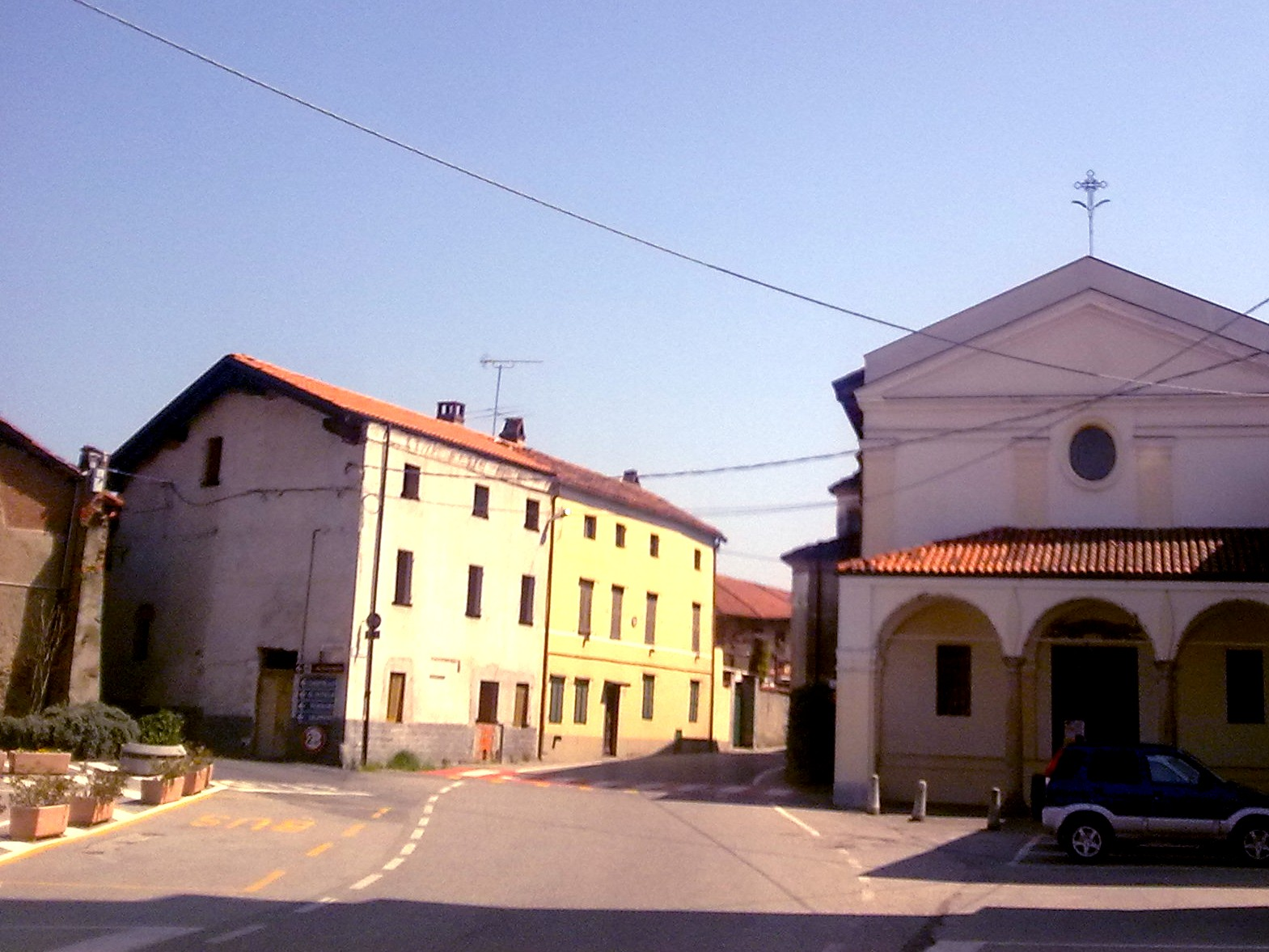
P.za del Municipio, Chiesa S.M.B.V. del Rosario
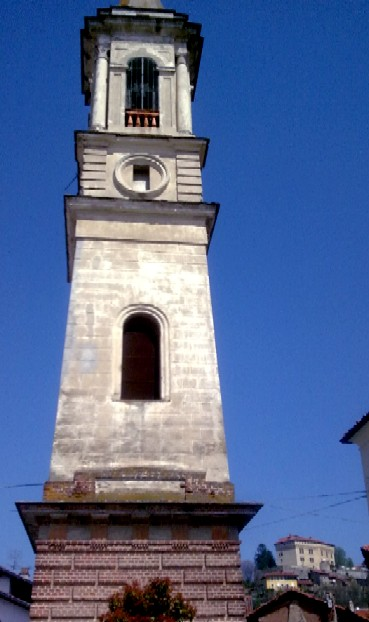
P.zza del Municipio, campanile del XIX secolo
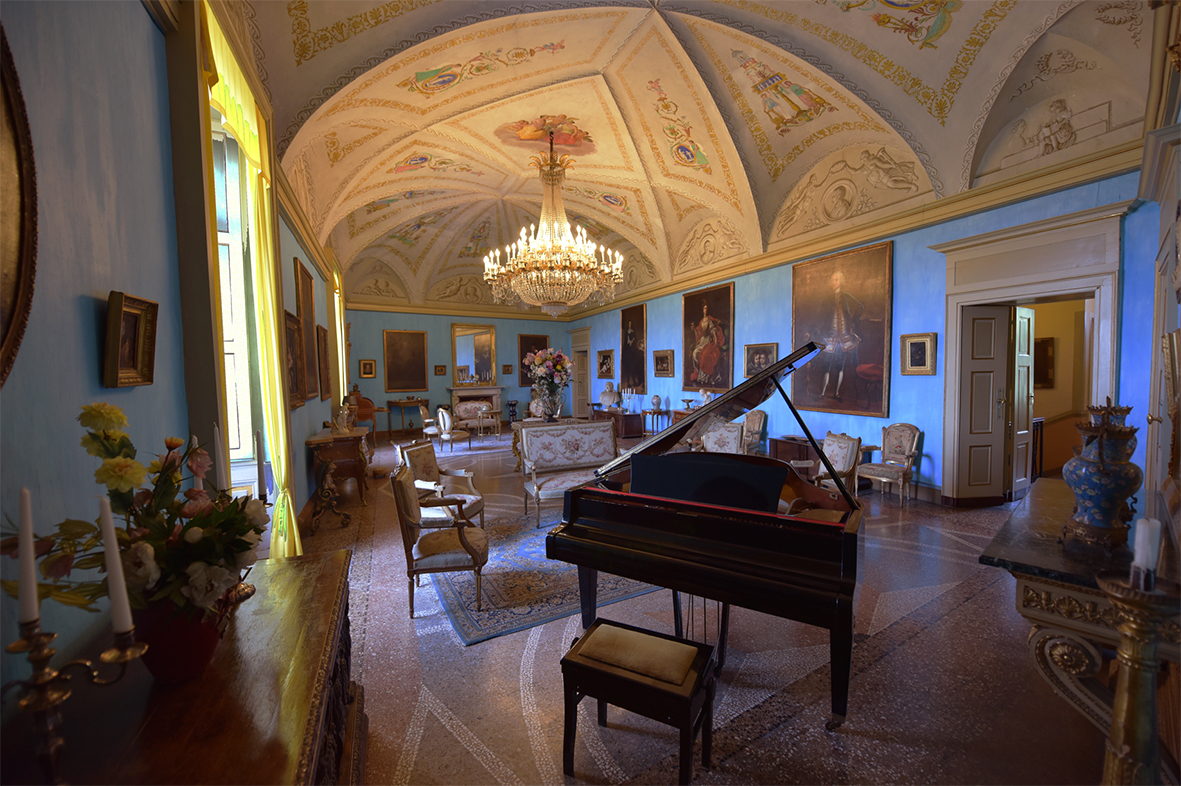
Salotto azzurro nel Castello di Roppolo